# Fellsmere
Fellsmere es una ciudad ubicada en el condado de Río Indio en el estado estadounidense de Florida. En el Censo de 2010 tenía una población de 5.197 habitantes y una densidad poblacional de 45,22 personas por km².

## Geografía
Fellsmere se encuentra ubicada en las coordenadas 27°44′22″N 80°37′26″O / 27.73944, -80.62389. Según la Oficina del Censo de los Estados Unidos, Fellsmere tiene una superficie total de 114.94 km², de la cual 114.42 km² corresponden a tierra firme y (0.45%) 0.52 km² es agua.

## Demografía
Según el censo de 2010, había 5.197 personas residiendo en Fellsmere. La densidad de población era de 45,22 hab./km². De los 5.197 habitantes, Fellsmere estaba compuesto por el 55.17% blancos, el 5.37% eran afroamericanos, el 0.79% eran amerindios, el 0.1% eran asiáticos, el 0.02% eran isleños del Pacífico, el 36.73% eran de otras razas y el 1.83% pertenecían a dos o más razas. Del total de la población el 81.1% eran hispanos o latinos de cualquier raza.